# Méthémoglobine

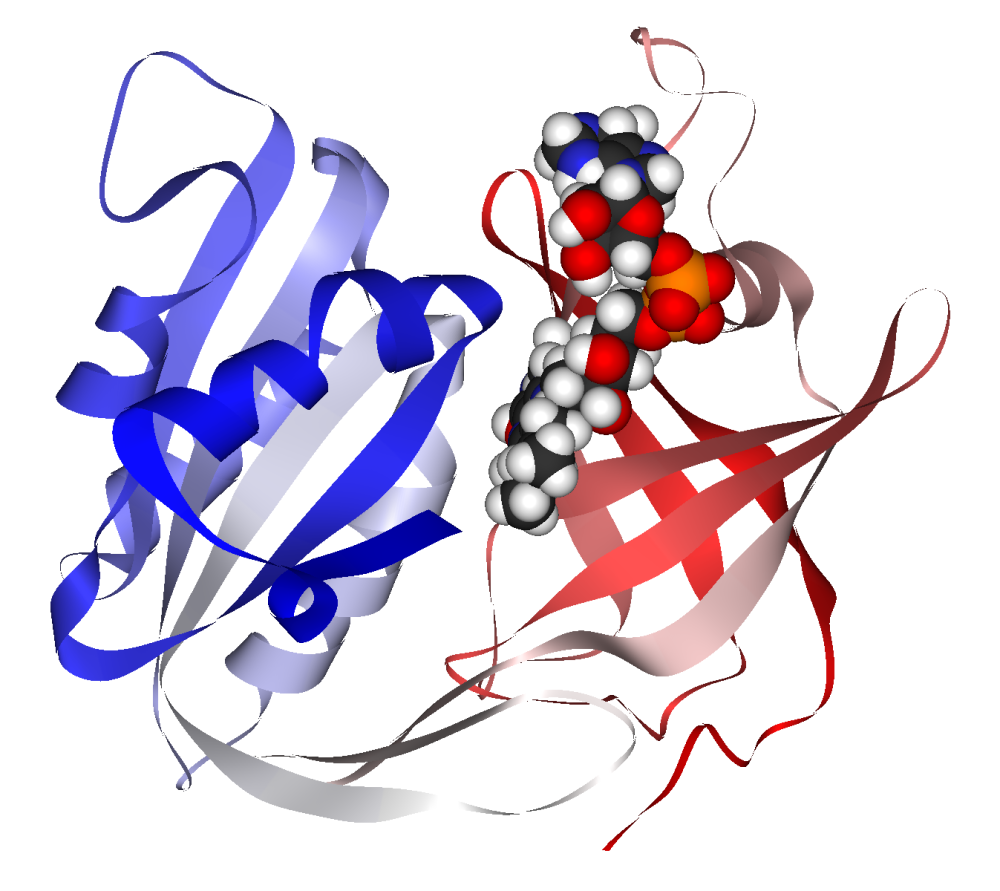
Structure du cytochrome b5 réductase, l'enzyme qui convertit la méthémoglobine en hémoglobine[1].

La méthémoglobine (metHb) est une forme de l'hémoglobine dans laquelle le cation de fer de l'hème est à l'état d'oxydation +3 (ferrique), et non à l'état d'oxydation +2 (ferreux) qui est celui de l'hémoglobine. Elle présente une coloration brun-chocolat bleutée. Chez l'homme, elle est présente naturellement en petites quantités — moins de 2 % — dans le sang, mais lorsque sa concentration augmente anormalement, elle donne une teinte brun sombre bleutée au sang. Contrairement à l'hémoglobine, la méthémoglobine ne fixe pas l’oxygène, ce qui la rend impropre au transport de ce dernier dans le sang. La cytochrome b5 réductase, également appelée méthémoglobine réductase, est capable de réduire le cation Fe3+ de la méthémoglobine en cation Fe2+ pour redonner de l'hémoglobine fonctionnelle.
L'hémoglobine est transformée en méthémoglobine par divers agents comme les nitrites. La réaction inverse est catalysée par deux enzymes, la cytochrome b5 réductase et la NADPH méthémoglobine réductase. La cytochrome b5 réductase est l'enzyme permettant la réduction des 2 à 3 % de methémoglobine produits physiologiquement. Un déficit en cytochrome b5 réductase est la cause la plus fréquente de méthémoglobinémie congénitale. Quant à la NADPH méthémoglobine réductase, elle nécessite pour être active un cofacteur exogène tel que le bleu de méthylène. Elle n'est donc utile que lors de méthémoglobinémies pathologiques, après administration intraveineuse de bleu de méthylène.
La méthémoglobinémie est le taux de méthémoglobine dans le sang et par extension le nom de la maladie correspondant à un taux trop élevé de méthémoglobine dans le sang. La méthémoglobinémie devient anormale au-delà de 3 % de l'hémoglobine totale et conduit à une cyanose ainsi qu'à d'autres symptômes tels que léthargie, maux de têtes, tous dus à l'hypoxie tissulaire ; au-delà de 70 % l’intoxication peut devenir mortelle.
La méthémoglobinémie peut être congénitale, le plus souvent par déficit en cytochrome b5 réductase. Mais la majorité des méthémoglobinémies sont acquises par ingestion de produits oxydants. Ces produits oxydants sont certains médicaments ou le plus souvent les nitrates et les nitrites contenus dans des aliments riches en azote comme les épinards et les carottes. 
Les bébés et les ruminants sont beaucoup plus touchés car le pH de la panse pour les ruminants et le pH de l’estomac pour le bébé ont tendance à être neutres, ce qui permet le développement d'une flore bactérienne beaucoup plus favorable à la transformation en nitrites des nitrates présents dans la nourriture ingérée (l'acidité gastrique étant, chez l'Homme adulte sain, inhibitrice pour la croissance et la colonisation bactériennes dans l'estomac).

## Liens
- hémoglobine
- oxyhémoglobine